# محمد فريد بن غازي
محمّد فريد بن غازي (1 فبراير 1929 - 19 يناير 1962)؛ شاعر، روائي، كاتب قصصي وأكاديمي تونسي.

## عنه
محمّد فريد غازي، من أشهر أدباء تونس، ولد أول فبراير عام 1929 بتونس العاصمة وهو ينتسب إلى عائلة بن غازي، المقيمة بقرية فاتو في جزيرة جربة قرب المدرسة الابتدائيّة. وقد عرف في الأوساط الأدبيّة والثّقافيّة منذ سنة 1948 باسم فريد غازي لنبوغه في الشّعر العمودي الفصيح وأسلوبه في تحرير المقالات ووقدرته على السّرد وفق منهجيات حديثة ومتطوّرة وذلك لإطّلاعه على الأدب الفرنسيّ والرّوسيّ والمشرقيّ.

## التّعلم والتدريس
تعلّم فريد في المدارس الحكومية فنال الشهادة الابتدائيّة في تونس والثانويّة من معهد كارنو ثم شهادة ختم الدّروس من المدرسة الصّادقية. خلال بضعة سنوات، اشتغل معلّما بمدرسة مركز بوخذير بالعوابد بريف صفاقس سنة 1948 و مدرسة توجان بقابس ثمّ التحق بمدرسة غيزن في جزيرة جربة الّتي درّس فيها من مفتتح السّنة الدّراسيّة سنة 1952 حتّى مجيء عطلة الشّتاء ثمّ انقطع نهائيّا عن التّدريس بعد خلاف حادّ بينه وبين مدير المدرسة الفرنسيّ السّيّد قاردي. في الحال، أزمع على السّفر إلى فرنسا لمزاولة دراسته العليا في جامعة السوربون بباريس.

## أول دكتوراه دولة في الآداب
تحصّل على الإجازة في الأدب الفرنسيّ سنة 1956 ثمّ على أوّل دكتوراهدولة لتونسيّ باللّغة الفرنسيّة سنة 1957. كان أدبه ينزع إلى السّموّ بالمنزلة الإنسانية لما يتضمّنه من آلام وجراح و مآس كتبت تارة بالدم ووطورا بعرق العمّال والفلاّحين لتؤسّس مجتمعا كادحا، مناضل، مقاوما للفقر المدقع والضلال والجهل والاستعمار الفرنسيّ الغاشم الّذي تغلغل في أرض تونس الخضراء منذ معاهدة باردو في 12 ماي 1881.

## أعماله

### كتاب النّزعة الإنسانيّة في مؤّلّفات بن المقفّع
الكتاب في الأصل أطروحة لنيل شهادة الدّكتوراه عنوانها: «عبد الله بن المقفع كاتب ذو نزعة إنسانيّة من القرن الثّاني الهجري/القرن الثّامن الميلادي» قد أشرف عليها ريجي بلاشير ريجي بلاشير و ناقشها الأديب محمّد ين غازي بباريس سنة 1957 وهي أوّل دكتوراه دولة يظفر بها تونسيّ وقد صدر هذا الكتاب في تونس سنة 2005 بعد أن عرّبه رشيد الغزّي وقدّمه وراجعه وحيّنه الدّكتور محمود طرشونة وتكفّلت بنشرة اللّجنة الثّقافية بجربة وبلديّة حومة السوق.

### المؤلّفات
مؤلفاته:
- كتاب النّزعة الإنسانيّة في مؤّلّفات بن المقفّع؟
- ديوان بعنوان «الرجل الحر» - (في 60 صفحة) - (مخطوط).
- ديوان شعر بالفرنسية بعنوان «ليل» - منشورات الشمال -تونس 1949.
- رواية: «الهلال الأخضر يطلّ على الرّبوة» - مجّلة العصور الحديثة – باريس.
- قصّة «تحت أقدامنا سوف تزعزع الأرض» - مجلةّ العصور الحديثة - باريس.
- قصّة «الفجر الجديد» - مجلّة السّبيل - نوفمبر 1947.
- رواية الحيّ اللاّتينيّ سنة 1953 (استوحاها من حياته وحياة أصدقائه العرب في باريس أثناء دراستهم في الصربون، وقد شاع بين بعض المثقفين التونسيين إثر صدور الحي اللاتيني أن شخصية (ربيع التونسي) فيها هي شخصية فريد غازي)
- قصّة «الرّجل الذي يبحث» - جريدة الأسبوع - تونس - ديسمبر 1955.
- مسرحيّة « ثورة الهند» - مقتبسة عن كليلة ودمنة.
- العديد من المحاضرات والدّراسة و المقالات مثل « تأثير الآداب الأجنبية في شعر الشابي»
- نصوص مختارة من قصاص العرب المعاصرين، منشورات الديوان التربوي، تونس 1960.

## الوفاة
يوم 19 يناير 1962، توفّي الأديب فريد عن عمر يناهز 33 سنة وهو يعاني من آلام جسديّة ونفسيّة مرهقة ومريرة ونظرا لقصر عمرهلم يتسنى له مراجعة أعماله ونشرها بل بقيت مؤلّفاته مخطوطة ومحفوظة لدى أخيه السّيّد سليم بن غازي وبعض من رفاقه الأوفياء.